# Данило (Шибеник)
Данило (до 2011. Данило Горње) је насељено мјесто у Далмацији. Припада граду Шибенику, у Шибенско-книнској жупанији, Република Хрватска.

## Географија
Данило се налази око 17 км југоисточно од Шибеника. У близини насеља пролази ауто-пут Загреб-Сплит.

## Становништво
Према попису становништва из 2011. године, насеље Данило је имало 376 становника.
| Демографија | Демографија | Демографија |
| Година      | Становника  | Становника  |
| ----------- | ----------- | ----------- |
| 1971.       | 770         |             |
| 1981.       | 622         |             |
| 1991.       | 508         |             |
| 2001.       | 417         |             |
| 2011.       |             | 376         |

## Попис1991.
На попису становништва 1991. године, насељено место Данило Горње је имало 508 становника, следећег националног састава:
| Попис 1991.‍ | Попис 1991.‍ | Попис 1991.‍ | Попис 1991.‍ | Попис 1991.‍ |
| ----------- | ----------- | ----------- | ----------- | ----------- |
|             |             |             |             |             |
| Хрвати      | Хрвати      |             | 502         | 98,81%      |
| Срби        | Срби        |             | 2           | 0,39%       |
| непознато   | непознато   |             | 4           | 0,78%       |
| укупно: 508 |             |             |             |             |